# EgyptAir Flight 990
EgyptAir Flight 990 (MS990/MSR990) var ett reguljärflyg från Los Angeles International Airport, USA till Kairos internationella flygplats, Egypten, med en mellanlandning vid John F. Kennedy International Airport, New York City. Den 31 oktober 1999 havererade den Boeing 767 som trafikerade rutten i Atlanten, ungefär 100 km söder om Nantucket Island, Massachusetts. Alla 217 människor ombord omkom.
Då haveriet inträffade på internationellt vatten, föll ansvaret för att utreda olyckan på egyptiska luftfartsstyrelsen (ECAA) per Internationella civila luftfartsorganisationen bilaga 13. Då ECAA saknade resurser till skillnad mot den mycket större amerikanska National Transportation Safety Board (NTSB), frågade den egyptiska regeringen NTSB om att hantera utredningen. Två veckor efter haveriet föreslog NTSB att överlämna utredningen till Federal Bureau of Investigation (FBI), då de bevis som de hade samlat ihop föreslog att en brottslig handling hade ägt rum och att haveriet var avsiktligt snarare än oavsiktligt. Detta förslag var oacceptabelt för de egyptiska myndigheterna, och därav fortsatte NTSB att leda utredningen. Allteftersom bevis för ett avsiktligt haveri framkom, omvände den egyptiska regeringen sitt tidigare beslut, och ECAA inledde sin egen utredning. De två utredningarna kom till mycket olika slutsatser: NTSB fann att haveriet orsakades av oförklarade kontrollinmatningar av Relief First Officer Gameel Al-Batouti; ECAA fann att haveriet orsakades av mekaniska fel på höjdrodrets styrsystem.
Den egyptiska rapporten föreslog flera olika scenarier för kontrollbrist som möjliga orsaker till haveriet, med fokus på ett eventuellt fel på någon av de högra höjdrodrets effektstyrningsenheter. Medan NTSB:s rapport inte bestämde en specifik orsak till Al-Batoutis agerande, var den primära teorin att han begick självmord. Med stöd av deras slutsats om avsiktlig handling, fastställde NTSB-rapporten att inga mekaniska fel kunde resultera i flygplansrörelser som matchade de som registrerats av färdregistratorn, och även om något av de olycksscenarier som framlagts av de egyptiska myndigheterna hade inträffat, skulle flygplanet fortfarande ha varit möjligt att återvinna på grund av 767:ans redundanta höjdroderstyrsystem.